# トム・アラヤ
トム・アラヤ（Tom Araya,Tomás Enrique Araya, 1961年6月6日 - ）は、チリ生まれのアメリカ合衆国のミュージシャン、ベーシスト。
スラッシュメタルバンド、スレイヤーのメンバーとして知られる。

## 来歴・人物
チリのビニャ・デル・マール生まれ。1966年、5歳の時に家族と共にアメリカのカリフォルニア州に移住した。ギターを弾く兄の影響で8歳のときからベースを始め、ビートルズやローリング・ストーンズを弾いていたという。1980年代の初め頃、父に仕事を探すか就学するかの選択を迫られ、姉の薦めもあって二年の間、呼吸療法士になるための勉強をした。その間、彼は空気の混合比率や採血法、気管挿管を学んだという。
1981年、ケリー・キングからスレイヤーへの参加要請を受け、これを承諾。デビューアルバムの「Show No Mercy」の制作費にはトムが呼吸療法士として働いて得た収入が使われている。1984年のスレイヤーのヨーロッパツアーの際には、勤務先の病院に休暇を要請するも拒否された。朝の5時に電話がかかってきて「誰も来ておらず人手不足なので、病院に来てもらう必要がある」と起こされたという。結局一ヶ月病院に行かなかったところ、解雇されてしまった。
スレイヤーでは作詞を務めることが多く、歌詞の内容は連続殺人に関するものが多い。初めて作詞を務めた楽曲は「At Dawn They Sleep」である。また、宗教に関わる過激な内容の歌詞を叫ぶ一方で、敬虔なカトリック教徒でもある。これについて本人はあくまでも「アートの表現の一つに過ぎない」と語っている。また「Angel Of Death」でナチス・ドイツについて歌っていることについては「南米出身の俺が何でナチになれるんだよ、って感じだよな」と一笑に付している。
両腕にタトゥーを彫っており、右上腕部に「荒矢(=Araya)」の漢字、右下腕部に竜、左下腕部には自身と妻子の肖像画がある。近年は過剰なヘッドバンギングにより首が限界に達したため脱退・解散の可能性も危ぶまれたが、後に本人は全面的に否定している。しかし2010年12月に頚部の手術を受け、その後はヘッドバンギングは一切行っていないようである。
本人曰く｢俺たちのファン｣である妻との間に一男一女の子供が居り、来日時にはいつもお土産を買って行くという家族思いの一面を持っている。またプライベートなどで見せる笑顔が「BURRN!」誌上などで「100万ドルのスマイル」等と評されることもあり、その素顔は非常にフレンドリーな人物である。

## 使用機材

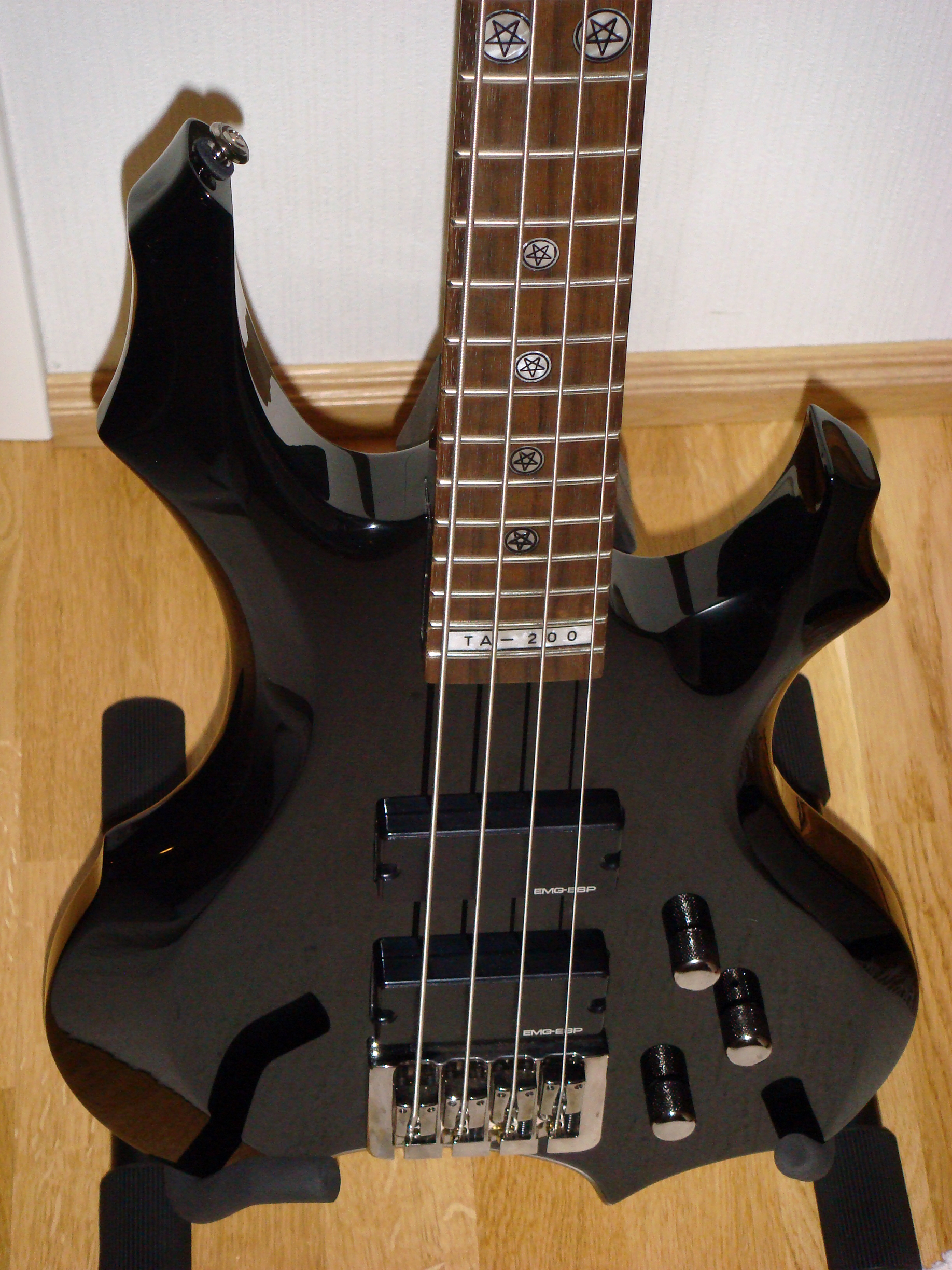
ESPトム・アラヤモデルのレプリカ『LTD TA-200』

活動初期にはB.C.Richのベースを使用していた。1980年代半ば頃からは、彼に「是非このベースを使って欲しい」とコンタクトを取ってきたという「Hill Bass」なる個人工房が製作したものと思われるベースを長らく愛用していた。1990年代後半からはESPから発売されたトム・アラヤモデルのベースを使用している。同社の製品である「Forest」を元に製作されたもので、これまで使用してきた「Hill Bass」が採用してきたEMGピックアップなどの仕様を踏襲したものとなっている。このベースはESPのワンランク下の価格帯ブランドである「LTD」からも発売されているが、細かい仕様が異なっている。2017年からは、ESPの「Forest」から「FRX」を基にしたトム・アラヤモデルにモデルチェンジした。
この他にも、1stアルバム「Show No Mercy」の裏ジャケットでは、1970年代末期から1980年代初頭の物と思われる白いフェンダー・ジャズベースを使用しているのが確認できる。
アンプはAmpegを長らく使用していたが、アルバム「World Painted Blood」からMarshallに切り替えている。
初期はフィンガーピッキングであったが、後にピック弾きに変更している。演奏自体はルート音とギターとのユニゾンとなるベースラインが基本のシンプルなものである。